# Julie Nixon Eisenhower
Julie Nixon Eisenhower, née le 5 juillet 1948 est l'une des deux filles de Pat et Richard Nixon, 37e président des États-Unis. Elle est l'auteur de plusieurs livres et travaille dans le milieu de la presse. En 1968, elle épouse David Eisenhower, le petit-fils de l'ancien président américain Dwight D. Eisenhower. Elle est la mère de deux filles, Jennie Elizabeth et Melanie Catherine et d'un fils, Alexander Richard.